# 笑っちゃいけないゲーム
笑っちゃいけないゲーム（わらっちゃいけないゲーム）とは、主にコンパや宴会、ホストクラブなどの現場で行われるゲームや余興のひとつ。山手線ゲームが変化したもの。主に女の子や客に酒を飲ませるために行われる。

## ルール
基本的には山手線ゲームと同じで、出されたお題に沿って参加者が順番に発言をしていくもの。決定的に違うのは、一度誰かが言った単語と同じ単語を再度発言してもよいことと、お題から多少ずれた発言をしても良いことである。これは、参加者の誰かを笑わせることを目的としているため、本来の山手線ゲームからルールが多少変化しているためである。よくある例としては、「○○君の得意技(主に下ネタが多い)」というお題のもと、3人が連続して「バック」と言ったあとに次の人がリアクションをつけて「バック」と発言して誰かを笑わせるといった場合や、「よくあるキャバ嬢の名前」というお題でふざけた名前や、自分の名前、その場に居る人の名前などを発言し、笑いを誘う等がある。
笑った時点でその人は負けとなる。笑いながら発言したりしても同様に負けである。複数が負けることもあるが、たいていはどちらかが先に笑ったなどの理由で負けとされる場合が多い。負けた場合はその場で、お決まりの一気飲みや歌を歌う等の罰ゲームが待っている。ただし、一気飲みに関してはアルコールハラスメントとなる可能性が高いので注意すること。